# Hexoplon armatum
Hexoplon armatum är en skalbaggsart som beskrevs av Aurivillius 1899. Hexoplon armatum ingår i släktet Hexoplon och familjen långhorningar. Inga underarter finns listade i Catalogue of Life.